# Andre Brooks
Pour les articles homonymes, voir Brooks.
Andre Brooks, né le 20 août 2003 à Sheffield en Angleterre, est un footballeur anglais qui évolue au poste de milieu central à Sheffield United.

## Biographie

### En club
Né à Sheffield en Angleterre, Andre Brooks est formé par le club local de Sheffield United, qu'il rejoint à l'âge de huit ans en 2011. Il signe son premier contrat professionnel avec le club le 21 mai 2021.
Le 6 août 2022, Brooks est prêté au Bradford Park Avenue.
Brooks fait ensuite son retour à Sheffield United. Il joue alors son premier match en professionnel avec l'équipe première le 5 novembre 2022, lors d'une rencontre de Championship face au Burnley FC. Il entre en jeu et son équipe s'impose par cinq buts à deux,.
Il joue son premier match de Premier League contre Crystal Palace le 12 août 2023, à l'occasion de la première journée de la saison 2023-2024. Il entre en jeu à la place de Ben Osborn et son équipe est battue par un but à zéro,.
Brooks marque son premier but en professionnel avec Sheffield United, le 29 décembre 2024, lors d'une rencontre de championnat face à West Bromwich Albion. Titulaire, il ouvre le score mais les deux.